# Île aux Serpents (Sénégal)
Pour les articles homonymes, voir Île aux Serpents.
L’île aux Serpents est une île au sud-ouest de Dakar au Sénégal, la plus grande des îles de la Madeleine.

## Origine du nom
Le nom de cette île a longtemps fait penser qu’elle était infestée de serpents, mais ce nom proviendrait en fait d’une déformation de « îlot Sarpan » (il n'est pas rare de trouver sur les cartes géographiques coloniales la dénomination « île Serpens »), du nom d’un sergent rebelle de l’armée française qui y aurait été déporté, et dont on ne sait pas grand-chose si ce n’est qu'il aurait demandé et obtenu l’autorisation de s’y installer définitivement, d'où ce qui est considéré par certains comme une disparition.
Sur l'île se trouvent les ruines de sa cabane qui aurait été la case construite par un certain Lacombe, habitant de Gorée qui a fréquenté l’île de la Madeleine où il prenait des blocs de basalte pour ses constructions. Il a également  transplanté un baobab sur la place publique de l’île aux esclaves et que l'on peut encore admirer de nos jours.

## Histoire
Si on fait remonter la présence humaine sur les îles à 1000-2000 ans, l’existence de celle-ci est signalée depuis bien avant la découverte de la région par Dinis Dias en 1444. 
- 1649 : Valentin Fernandez mentionne « deux îlots avec beaucoup d’oiseaux, de coquillages et d’arbres verts ». D’autres explorateurs et voyageurs en parlent dans leurs notes toujours avec cette mention de la présence des oiseaux dont les fientes donnent cette couleur blanche aux roches basaltiques qui la constituent. Ainsi les Hollandais les ont appelées « les îles conchiées », alors qu’au XVIIe siècle d'Arbancourt parle d'« Isles de Merde ».
- 1749 : Michel Adanson visite l’île et découvre le baobab qui portera désormais le nom scientifique d’Adansonia digitata.
- 1765 : les îles sont « cédées à perpétuité à la couronne de France » par le Damel.
- 1770 : le sieur Lacombe construit sa case sur l'île. Il tente d’y cultiver des légumes et échoue. Les tentatives suivantes se solderont également par un échec.
- 1944 : projet pour transformer l’île en un centre héliomarin de l’AOF, avec terrain de football, cinéma, plage de chasse sous-marine, etc.
- 1949 : un décret est voté pour la protection de la faune et de la flore du parc
- 1976 : création du Parc national des îles de la Madeleine.